# Poema del mio Cid
Il Poema del mio Cid (in spagnolo medievale Poema de mio Cid, o Cantar de mio Cid) è un poema epico anonimo risalente al 1140 circa ed è stato per molto tempo considerato impropriamente il primo documento letterario in castigliano.
Racconta le gesta del condottiero Rodrigo Díaz de Vivar, meglio conosciuto come El Cid. Fu diffuso da giullari e poeti erranti che si spostavano di luogo in luogo.
Il poema si conserva in un unico manoscritto del XIV secolo custodito attualmente a Madrid nella Biblioteca Nacional de España, nel quale compare la data del 1207, che potrebbe essere quella del manoscritto originale, e il nome di Per Abbat.

## Ipotesi sull'origine
Le incertezze sull'identità del suo autore hanno dato vita ad una vasta letteratura sulle origini del poema. Tra le varie ipotesi succedutesi nel tempo si distinguono tre linee di pensiero principali, di cui le prime due sono state avanzate in scritti diversi da Ramón Menéndez Pidal, autore della prima edizione critica del poema:
- secondo la prima, la composizione risalirebbe a un periodo tra la fine del XII secolo e l'inizio del XIII per mano di un unico autore, forse un poeta colto, che potrebbe essere stato un ecclesiastico originario della località di Burgos;
- in base alla seconda, il Cantar sarebbe stato composto nel XII secolo da due anonimi giullari;
- secondo i recenti studi di Dolores Oliver Pérez,[2] il poema risalirebbe al 1095 e sarebbe l'opera di propaganda politica di un poeta ed esperto di diritto islamico, Abu l-Walid al-Waqqasi originario di Tolosa, appartenente alla corte valenciana.

Sul ruolo di Per Abbat si distinguono le ipotesi degli "individualisti", secondo cui egli sarebbe l'autore originale del poema, e quelle dei "neotradizionalisti", secondo cui sarebbe un semplice amanuense che ha copiato uno scritto dell'autore originale.
Tuttavia, l'ipotesi ritenuta più probabile è che le gesta storiche di Rodrigo Díaz de Vivar, soprannominato Cid Campeador nel poema, e morto il 10 giugno del 1099, sarebbero state rielaborate da giullari e poeti erranti tramutandosi in leggende, e che un primo breve nucleo del poema si sia stato reso più corposo nel tempo dalla tradizione orale fino a essere messo per iscritto nel 1207 da Per Abbat,. Nel Poema di Almería scritto tra il 1147 e il 1157, si parla infatti di Rodrigo Díaz chiamandolo "Mio Cidi", il che indica che già era vivo il racconto epico delle sue imprese. Nel poema inoltre appare un verso, il 3726, che fa un riferimento abbastanza preciso alla data della sua morte, parlando del giorno "de Çinquaeesma", corrispondente alla fine di maggio: ciò ne fissa con certezza l'origine a dopo il 1099.

## Struttura e trama del poema
Il poema è composto da 3730 versi e manca di un foglio all'inizio e di due fogli al centro. La trama si sviluppa attorno alle vicende del Cid, al secolo Rodrigo Díaz de Vivar, un nobile castigliano che conquistò Valencia nel 1094. È diviso in tre parti: l'esilio, le nozze e l'oltraggio.

### Il canto dell'esilio
"Il canto dell'esilio", dove sono raccontate le avventure dell'eroe durante il periodo del suo esilio, in cui si ritrova obbligato ad abbandonare la moglie e le figlie nel monastero di San Pedro per dedicarsi alla battaglia contro i Mori e il conte di Barcellona.
Don Rodrigo Díaz viene accusato ingiustamente di essersi appropriato dei tributi dovuti ad Alfonso VI re di Spagna e da questi viene quindi inviato in esilio. Lasciata la sua terra e la sua casa, il Cid parte con dolore insieme ad alcuni fidati compagni. Arrivato a Burgos, dove non riesce ad ottenere ospitalità perché tutti temono le rappresaglie del sovrano, il Cid si accampa presso il torrente Arlanzón circondato da un gruppo di uomini decisi a seguirlo. Per ottenere denaro egli invia un suo messo, Martin Antolínez, da due ebrei che gli concedono il prestito in cambio di due casse che il Cid dichiara essere piene d'oro come garanzia, ma che sono invece piene di sabbia.
Prosegue quindi il viaggio e si reca al monastero di San Pedro de Cardeña dove sono rifugiate, con la protezione dell'abate, la moglie Jimena e le figlie, Elvira e Sol. Congedatosi poi da loro con grande sofferenza, varca il confine e comincia a guerreggiare contro i Mori conquistando moltissimi territori da Teruel a Saragozza. Ottenuto un ricco bottino egli manda al re la parte legittima "trenta cavalli tutti con sella e con bei finimenti e con una spada ad ogni arcione". Il re accetta e, pur non revocando la condanna, consente che "i sudditi buoni e valorosi del regno che volessero andare in aiuto al Cid vadano...". Il Cid continua la sua marcia e, arrivato a Barcellona, dopo aver combattuto e vinto il Conte della città, lo fa prigioniero ma in seguito lo rimette cavallerescamente in libertà.

### Il canto delle nozze
"Il canto delle nozze" (Cantar de bodas) che racconta la conquista di Valencia per merito delle truppe del Cid e le nozze delle figlie con i principi di León, i quali accettano la proposta del re Alfonso VI solo per arricchirsi con i possedimenti del Cid, poiché le promesse spose non appartenevano ad un alto rango sociale ma a una classe media, composta da "infanzones" o "hidalgos".
Il Cid continua le sue conquiste e dopo aver sottomesso Valencia invia al re una gran parte del bottino ottenuto chiedendogli di inviargli la moglie Jimena con le figlie e il re accetta.
Grande è la gioia del Cid nell'avere con sé le sue donne alle quali mostra orgoglioso, dall'alto dell'Alcazar, tutto il territorio conquistato.
Per riconoscenza egli dona duecento cavalli al re che accetta non potendo fare a meno di ammirare le virtù del Cid.
Ma alla corte di Alfonso i Conti Don Diego e Don Fernando, infanti di Carrion, e il Conte Don García, acerrimo nemico del Cid, provano una grande invidia e molto rancore. Per poter ottenere fama e ricchezza, i due infanti manifestano al re Alfonso il loro desiderio di sposare le figlie del Cid. Il re approva e fissa un incontro con il Cid sulle rive del Tago per discutere. Il Cid, pur non essendo molto convinto dei due pretendenti, per non dispiacere al re concede la mano delle figlie che presto si sposano con una grande cerimonia.

### Il canto dell'affronto di Corpes
"Il canto dell'affronto" inizia con l'episodio centrale del poema: i principi, che si ritrovano ridicolizzati a Valencia a causa della loro codardia, del disprezzo che provano nei confronti del Cid e delle sue figlie, arrivano al punto di maltrattare e abbandonare le loro spose, dando l'ultima dimostrazione della loro cattiveria e avidità. Il Cid si vendica di loro vincendo un processo effettuato nella corte, ottiene l'annullamento dei matrimoni e nuove nozze per le figlie con i re di Navarra e Aragona. In questo modo, l'eroe che parte da una situazione pessima a causa di un esilio che lo disonorava, arriva ad essere famoso e ricco recuperando l'onore perduto.
Alla corte del Cid, dove regna il valore del coraggio, i due conti, derisi per la vigliaccheria dimostrata in varie situazioni, si rodono dalla rabbia e meditano vendetta. Fingendo di voler far vedere i loro possedimenti si mettono in viaggio con le loro spose per Carrion, ma, giunti in un fitto bosco, le flagellano a sangue e le abbandonano seminude.
Grazie all'aiuto di un nipote del Cid, Felez Muñoz, esse riescono a ritornare presso il padre che, addolorato e offeso, chiede giustizia al re. Don Alfonso allora convoca le Cortes a Toledo e ordina che abbia inizio il processo. Per prima cosa viene ordinato che i due infanti restituiscano tutto quello che hanno ricevuto in regalo e in dote dal Cid. Vengono in seguito ascoltate le accuse e alla fine avviene il duello fra tre valorosi compagni del Cid da una parte e i due infanti e Asur Gonzales, che si era presentato come il loro campione, dall'altra. Il duello è vinto dai campioni del Cid con grande umiliazione degli infanti.
Dopo il duello si presentano davanti alle Cortes due sconosciuti cavalieri che chiedono per i loro signori, il principe di Navarra e il principe di Aragona, la mano delle figlie del Cid. Il Cid accetta e avviene così un nuovo matrimonio che fa di donna Elvira e donna Sol due regine.

## Poetica
Il poema ha un carattere realista che era poco comune nei poemi epici: ad esempio, vengono citate le cifre dei morti in battaglia, una caratteristica più da cronaca storica che da epica. Si riflette la necessità di guadagnarsi la vita ogni giorno, non ci sono gli elementi magici tipici della tradizione cavalleresca europea e solamente in una occasione interviene la divinità. Si può notare anche un ritratto psicologico dei personaggi, soprattutto per quel che riguarda il protagonista e i suoi avversari, i principi di León, che appaiono sempre uniti.
Il Cid è un vassallo leale che incarna il massimo grado di civiltà nella società del suo tempo, è generoso ed è un buon padre di famiglia. Quest'ultimo aspetto di vita familiare gli conferisce un lato umano che completa il suo ritratto e permette ai lettori d'identificarsi in lui.
Inoltre il tema principale del Poema del mio Cid è la Reconquista.

## Stile e lingua
Il poema, primo eccezionale documento della letteratura spagnola, testimonia la nascita di una nuova lingua romanza in Spagna, all'epoca formata da un miscuglio di catalano, di galiziano-portoghese e di castigliano, oltre che dell'epopea del popolo che combatte per la patria e per la religione.
Esso venne pubblicato per la prima volta nel 1779 da Tomás Antonio Sánchez, che ne scoprì il manoscritto. L'edizione critica fu poi allestita da Ramón Menéndez Pidal dal 1908 al 1911.
Il Poema del mio Cid, insieme alla Chanson de Roland, testimoniano la profonda differenza di cultura e civiltà in Europa tra le popolazioni di derivazione latina e quelle di origine germanica. In contrapposizione allo spirito barbarico dei Nibelunghi, il Cantar de mio Cid esprime i valori cristiani della Castiglia del X secolo. Il protagonista denota la sua origine cristiana e latina che si esprime nella fede in Dio, nella devozione al proprio Signore, nell'affetto per la famiglia e in quei sentimenti di giustizia e perseverante pazienza che gli fanno affrontare stoicamente le difficoltà.